# نبرد بلور هیث
نبرد بلور هیث (انگلیسی: Battle of Blore Heath) یکی از نخستین نبردهای بزرگ از سری جنگ‌های داخلی انگلستان میان خاندان یورک و لنکستر موسوم به جنگ رزها می‌باشد که در ۲۳ سپتامبر ۱۴۵۹ در بلور هیث استفوردشر درگرفت، بلور هیث یک منطقه در ۲ میلی شرق مارکت درایتون شروپشر بود، پس از نبرد نخست سنت آلبانز در سال ۱۴۵۵، یک صلح شکننده در انگلستان حکمفرما می‌گردد، تلاش برای آشتی و متارکه جنگ بین خاندان‌های یورک و لنکستر راه به جایی نمی‌برد و حواشی پیرامون این دو خاندان کماکان ادامه می‌یابد، هر دو طرف برای مدتی به طور فزاینده و با احتیاط و پرهیز از یکدیگر به سر می‌برند، در طول سال ۱۴۵۹ تحرکاتی حاکی از بسیج هواداران مسلح آغاز می‌گردد، ملکه مارگارت آنژو در جهت افزایش حمایت از پادشاه هنری ششم در میان اشراف بشخصه اقدام به استخدام داوطلبان سربازی می‌نماید، این در حالی است که یورک‌ها نیز بیکار ننشسته و در حال جمع‌آوری و پشتیبانی از نیروهای ضد سلطنتی برای بالا بردن شمشیرها در برابر شاه علیرغم وجود مجازات‌های شدید بودند، این نبرد با پیروزی یورک‌ها به پایان رسید.